# دون غروس
دون غروس (بالإنجليزية: Don Gross)‏ هو لاعب كرة قاعدة أمريكي، ولد في 30 يونيو 1931 في ويدمان في الولايات المتحدة، وتوفي في 10 أغسطس 2017 في ماونت بليزانت في الولايات المتحدة.

## وصلات خارجية
- دون غروس على موقع دوري كرة القاعدة الرئيسي (الإنجليزية)
- دون غروس على موقعبيزبول رفرنس.كوم (الدوري الرئيسي) (الإنجليزية)
- دون غروس على موقعبيزبول رفرنس.كوم (الدوري الثانوي) (الإنجليزية)